# Unity (Wisconsin)
Unity es una villa ubicada en el condado de Clark en el estado estadounidense de Wisconsin. En el Censo de 2010 tenía una población de 343 habitantes y una densidad poblacional de 133,23 personas por km².

## Geografía
Unity se encuentra ubicada en las coordenadas 44°51′4″N 90°18′47″O / 44.85111, -90.31306. Según la Oficina del Censo de los Estados Unidos, Unity tiene una superficie total de 2.57 km², de la cual 2.57 km² corresponden a tierra firme y (0%) 0 km² es agua.

## Demografía
Según el censo de 2010, había 343 personas residiendo en Unity. La densidad de población era de 133,23 hab./km². De los 343 habitantes, Unity estaba compuesto por el 98.25% blancos, el 0% eran afroamericanos, el 0% eran amerindios, el 0% eran asiáticos, el 0% eran isleños del Pacífico, el 1.46% eran de otras razas y el 0.29% pertenecían a dos o más razas. Del total de la población el 1.46% eran hispanos o latinos de cualquier raza.